# Нантская хроника
Нантская хроника (лат. Chronicon Namnetense, фр. Chronique de Nantes) — написанная в XI веке на латыни хроника, повествующая о событиях в Бретани с 570 по 1049 год. Названа по месту своего создания — городу Нанту (Франция).

## История изданий хроники
Оригинал сделаной на пергаменте рукописи «Нантской хроники» утерян, но её текст восстановлен по извлечениям, сделанным бретонскими историками Нового времени. Первым использовал сведения из «Нантской хроники» живший на рубеже XIV—XV веков анонимный автор «Хроники Сен-Бриё». Работавший в конце XV — начале XVI века Пьер ле Бо также сделал из неё извлечения, включив их в два своих труда по истории Бретани. В них «Нантская хроника» упоминалась под названием «Книга чудес и хроник церкви Нанта» (фр. «Livre des miracles et chroniques de l'église de Nantes»). Фрагменты хроники были опубликованы в работах и других историков: всего было сделано двадцать извлечений. Впервые название «Нантская хроника» было использовано Ги Алексисом Лобинео в его «Истории Бретани». Он же впервые издал этот исторический источник, использовав сделанные Пьером ле Бо выдержки. Первое критическое издание хроники, осуществлённое с использованием всех известных фрагментов, было сделано в 1896 году историком Рене Мерле.
Первый перевод «Нантской хроники» на русский язык был опубликован на сайте «Восточная литература» в 2022 году.

## Исследования создания хроники
Проведя исследование текста «Нантской хроники», Рене Мерле сделал вывод, что та была создана вскоре после 1050 года. Это последний год, когда упоминаемое в хронике событие — смерть нантского графа Матье I — может быть точно датировано. По мнению Р. Марле, она не могла быть составлена и позднее 1059 года, так как смещённый в том году с епископской кафедры Эрар в хронике упоминался как ещё здравствовавший глава Нантской епархии. В настоящее время создание «Нантской хроники» датируется приблизительно 1060 годом.
Предполагается, что в отличие от многих других раннесредневековых исторических источников «Нантская хроника» не была многолетним трудом нескольких персон, а была создана одним автором в очень непродолжительное время. Предполагается, что её окончательный текст был составлен в середине XI века одним из представителей нантского духовенства (возможно, местным каноником). Позднее рукопись хранилась в кафедральном соборе Святых Петра и Павла, откуда и была заимствована бретонскими историками XIV—XVI веков.

## Композиция хроники
«Нантская хроника» — компиляция, содержащая источники как известные, так и не сохранившиеся до нашего времени. Среди таких источников — документы из архивов кафедральных соборов Нанта, Тура и Анже, анналы и хроники, а также другие материалы (например, жития святых, письма и акты поместных соборов). По своей композиции «Нантская хроника» близка к такому жанру средневековой историографии, как деяния епископов, так как значительная её часть посвящена деятельности глав Нантской епархии. Однако в хронике также содержится большое число сведений о светских событиях, происходивших в как в самом Нанте, так и вообще в Бретани и соседних с нею областях.
Первая запись в «Нантской хронике» датирована 570 годом. В ней сообщается о построенной в Нанте епископом Феликсом I базилике.
Среди тем, которым в хронике уделено большое внимание — борьба бретонцев с правителями Западно-Франкского государства и викингами. В «Нантской хронике» особенно подробно описываются правления Номиноэ, Эриспоэ, Саломона, Алена I Великого и Алена II Кривобородого. Это один из основных источников о таких событиях, как взятие Нанта викингами в 843 году, победа бретонцев в 851 году над войском Карла II Лысого в сражении при Женглане и разорение столицы Бретани норманнами в 919 году. Также в хронике содержится множество сведений о взаимоотношениях бретонских феодалов как между собой, так и с местным духовенством, а также об участии в события в Бретани правителей Анжуйского графства.
К бретонским правителям второй половины IX века «Нантская хроника» особенно критична. Предполагается, что это обусловлено использованием её составителем каких-то современных этим властителям нантских источников, в которых отразилось негативное отношение нантцев к присоединению их города к Бретонскому королевству по договору в Анже. Только благодаря «Нантской хронике» известно об антибретонских постановлениях Суасонского собора 866 года. Бо́льшая вовлечённость нантцев в жизнь Бретани, начавшаяся в середине XI века с приходом к власти графини Юдит и её супруга Алена Корнуайского, вероятно, и привела к созданию местной хроники.
Последнее событие, упоминаемое в «Нантской хронике» — смещение с кафедры нантского епископа Будика в 1049 году. В последней главе хроники кратко сообщается, что ко времени её написания графа Матье I уже не было в живых.

## Значение хроники
Бо́льшая часть бретонских средневековых анналов и хроник сохранилась только в незначительных отрывках. «Нантская хроника» — один из немногих известных нарративных источников, в котором настолько последовательно и подробно описываются события, происходившие в Бретани в VI—XI веках. Это делает хронику очень ценным источником по раннесредневековой истории этой исторической области современной Франции. Особенно важны сведения «Нантской хроники» о бретонских событиях IX—XI веков, в описании которых она часто является единственным сохранившимся до нашего времени источником.